# Świętajno (gmina w powiecie oleckim)
Świętajno – gmina wiejska w województwie warmińsko-mazurskim, w powiecie oleckim. W latach 1975–1998 gmina położona była w województwie suwalskim.
Siedziba gminy to Świętajno.
Liczba ludności zamieszkującej gminę: 4218 osób (stan na 10 czerwca 2008 r.). Natomiast według danych z 31 grudnia 2019 roku gminę zamieszkiwało 3883 osób.

## Struktura powierzchni
Według danych z roku 2004 gmina Świętajno ma obszar 214,91 km², w tym:
- użytki rolne: 55%
- użytki leśne: 25%

Gmina stanowi 24,6% powierzchni powiatu.

## Demografia

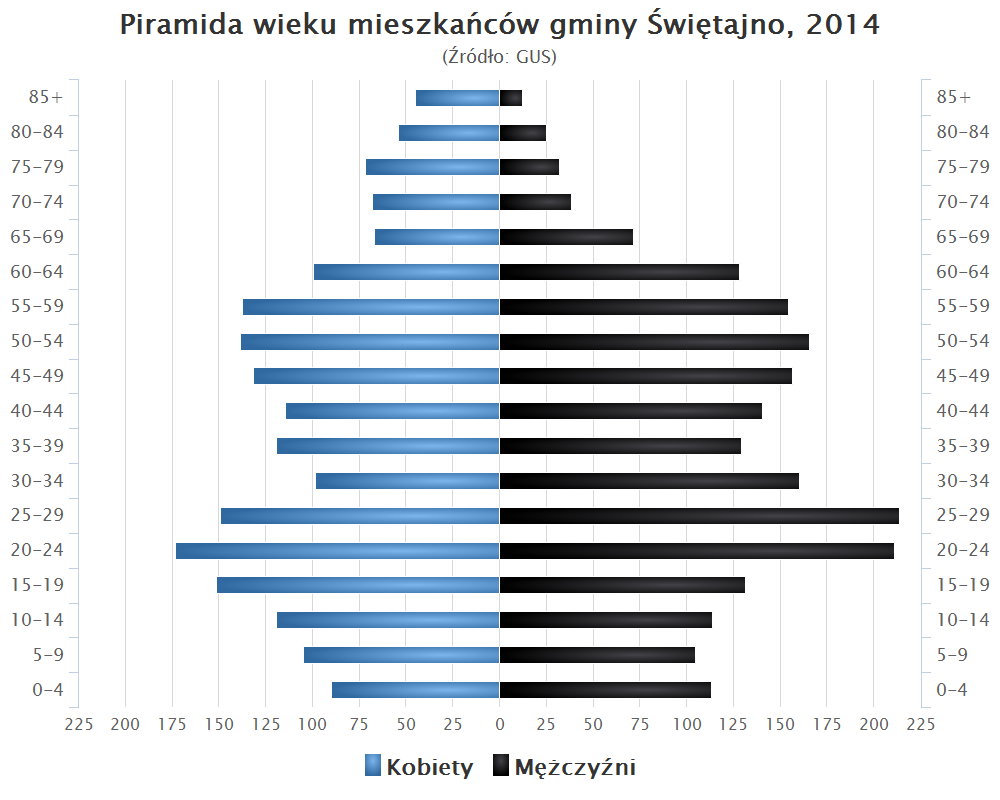
Piramida wieku mieszkańców gminy Świętajno w 2014 roku

## Sołectwa
Barany, Borki, Chełchy, Cichy, Dudki, Dunajek, Dworackie, Dybowo, Giże, Gryzy, Jelonek, Jurki, Kije, Krzywe, Kukówko, Mazury, Orzechówko, Pietrasze, Połom, Rogojny, Sulejki, Świętajno, Wronki, Zalesie.

## Pozostałe miejscowości
Cichy Młyn, Jurki (osada), Jurkowo, Leśniki, Niemsty, Nowiny, Rogowszczyzna, Smolnik, Świdrówko, Zajdy, Zalesie.

## Sąsiednie gminy
Ełk, Kowale Oleckie, Kruklanki, Olecko, Stare Juchy, Wydminy